# Stefan Kozarski
Stefan Kozarski (ur. 4 sierpnia 1930 w Katowicach, zm. 19 stycznia 1996 w Poznaniu) – polski profesor nauk o Ziemi, biolog, geograf.

## Życiorys
Uczył się w Gimnazjum i Liceum Marii Magdaleny (dzisiejsze Liceum Ogólnokształcące św. Marii Magdaleny w Poznaniu). Szkołę tę ukończył w 1950 roku. Następnie rozpoczął studia geograficzne na Wydziale Matematyczno-Przyrodniczym Uniwersytetu im. Adama Mickiewicza w Poznaniu. W trakcie studiów podjął pracę w Instytucie Geografii i Katedrze Geografii Fizycznej na tej uczelni. W 1955 otrzymał dyplom magistra geografii. Doktoryzował się w 1961 na podstawie pracy zatytułowanej Recesja ostatniego lądolodu z północnej części Wysoczyzny Gnieźnieńskiej a kształtowanie się Pradoliny Noteci-Warty. W tym samym roku z rekomendacji Rady Wydziałowej Wydziału Biologii i Nauk o Ziemi UAM został adiunktem. Habilitował się w 1965 roku na podstawie dotychczasowego dorobku naukowego oraz rozprawy Zagadnienie drogi odpływu wód pradolinnych z zachodniej części pradoliny Noteci-Warty. Po habilitacji otrzymał stanowisko docenta. Profesorem nadzwyczajnym został w 1972, zwyczajnym w 1978. Specjalizował się w zagadnieniach z zakresu geografii fizycznej, geomorfologii oraz paleogeografii czwartorzędu. W badaniach analizował rzeźby i procesy glacjalne plejstoceńskie i współczesne.
W 1988 został członkiem Niemieckiej Akademii Przyrodników Leopoldina. Rok później Rada Wydziału Nauk Geograficznych i Geologicznych oraz Senat Uniwersytetu im. Adama Mickiewicza wysunęły jego kandydaturę na członka korespondenta Polskiej Akademii Nauk i został przyjęty do tej instytucji. W 1994 przyjęty do PAU.
Zasłabł w czasie pracy i zmarł nagle 19 stycznia 1996 w Poznaniu.

## Autor lub współautor pozycji książkowych lub monograficznych
- Stefan Kozarski, Wahania klimatyczne. Historia, hipotezy, przewidywania, Wydawnictwo Naukowe Uniwersytetu im. Adama Mickiewicza, 1988. Brak numerów stron w książce
- Leszek Kasprzak, Stefan Kozarski, Analiza facjalna osadów strefy marginalnej fazy poznańskiej ostatniego zlodowacenia w środkowej Wielkopolsce, Uniwersytet im. Adama Mickiewicza w Poznaniu, 1984, ISSN 0554-8128. Brak numerów stron w książce
- Stefan Kozarski, Stratygrafia i chronologia Vistulianu Niziny Wielkopolskiej, Państwowe Wydawnictwo Naukowe, 1981, ISBN 830-1036-257, ISSN 0137-5970. Brak numerów stron w książce
- Stefan Kozarski, Karol Rotnicki, Problemy późnowürmskiego i holoceńskiego rozwoju den dolinnych na Niżu Polskim, „Prace Komisji Geograficzno-Geologicznej”, 19, Poznańskie Towarzystwo Przyjaciół Nauk, Wydział Matematyczno-Przyrodniczy, 1978, s. 1–57, ISSN 0137-9771.
- Ryszard Domański, Stefan Kozarski, Województwo poznańskie. Zagadnienia geograficzne i społeczno-gospodarcze, Państwowe Wydawnictwo Naukowe, 1986, ISBN 830-1062-002, ISSN 0554-8985. Brak numerów stron w książce
- Stefan Kozarski, Bolesław Nowaczyk, Late Vistulian, Gebrüder Borntraeger, 1991. Brak numerów stron w książce
- Franciszek Bieda, Stanisław Geroch, Stefan Kozarski, Stratigraphie des Karpates externes polonaises, Wydawnictwa Geologiczne, 1963. Brak numerów stron w książce
- Ryszard Glazik i inni, Struktura agrarna Polski 1945–1975. Analiza przestrzenno-czasowa, Zakład Narodowy im. Ossolińskich, 1978, ISSN 0012-5032. Brak numerów stron w książce

## Nagrody i wyróżnienia
Uhonorowany m.in.:
- Krzyżem Kawalerskim Orderu Odrodzenia Polski
- Krzyżem Oficerskim Orderu Odrodzenia Polski
- Medalem Komisji Edukacji Narodowej